# 福井直吉
福井 直吉（ふくい なおきち、1848年2月19日（弘化5年1月15日）- 1917年（大正6年）11月13日）は、日本の実業家、政治家。衆議院議員。

## 経歴
相模国大住郡小嶺村（現神奈川県平塚市）で、素封家・名主、福井源兵衛の長男として生まれる。宮崎拡堂の成器塾で漢学を修めた。
小嶺村総代人、神奈川県第二十二大区議員、神奈川県会議員、同常置委員、同議長などを務め、板垣退助に共鳴し自由民権運動に加わり民選議院設立運動に尽力した。1892年2月、第2回衆議院議員総選挙に神奈川県第六区から出馬して当選。さらに第3回総選挙でも再選され、衆議院議員を連続二期務めた。議員在任中、治水対策に取り組んだ。
衆議院議員当選後に実業界に入り、神奈川県農工銀行頭取、江ノ島電気鉄道取締役、東亜火災保険監査役などを務めた。

## 親族
- 長男 福井準造（準三）- 衆議院議員・実業家[3][5]
- 二男 福井卓爾 - 第15代豊田村長[3]